# 앨런 핑커톤

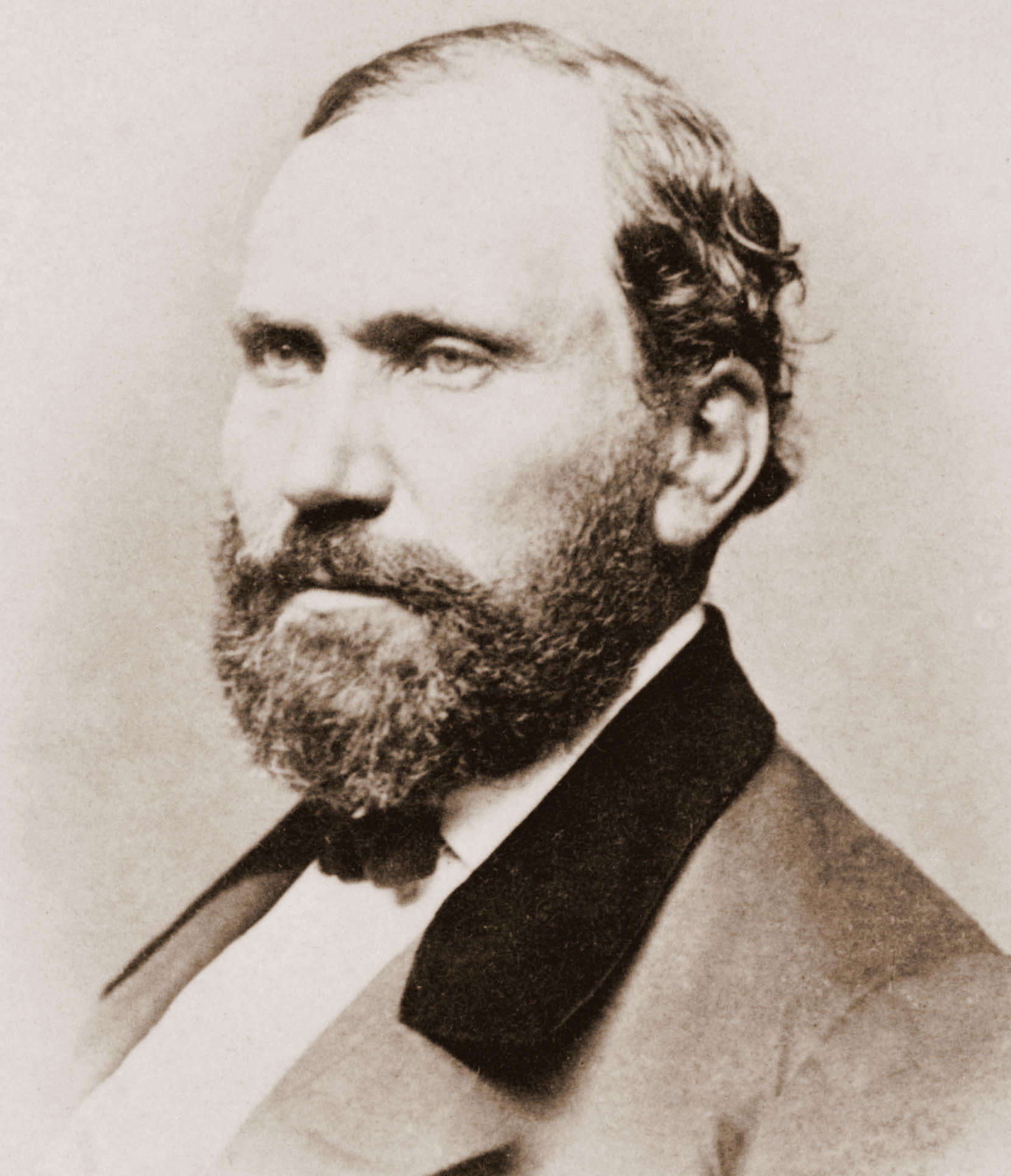

앨런 핑커톤(Allan J. Pinkerton, 1819년 8월 25일~1884년 7월 1일)은 스코틀랜드 출신의 미국의 사립탐정, 스파이이다. 링컨 대통령의 경호원이었으며, 1850년 핑커톤 탐정 회사를 설립했다.

## 생애
미국의 16대 대통령인 에이브러햄 링컨의 경호원이었다. 핑커톤은 이때의 경력을 살려 대형 탐정회사인 핑커톤을 1850년 설립했다.
미국은 링컨 암살을 모의한 이른바 볼티모어 음모사건을 해결한 정보장교 출신 앨런 핑커톤의 핑커톤 전미탐정사무소에서 탐정의 기원을 찾는다.

## 머그샷
머그샷의 유래는 18세기에 'Mug'란 말이 얼굴 은어로 쓰이다, 19세기에 이르어 당시 미국 형사인 앨런 핑커톤이 현상수배에서 아이디어를 얻어 처음으로 머그샷이 도입된 것으로 알려졌다.